# Бавниця
Ба́вниця (від бавовна) — жіночий головний убір, притаманний Яворівському району Львівщини, що являє собою вишитий або тканий вздовж горизонтальних країв прямокутний шматок полотна (розміром приблизно 30 на 60 см) з тороками.

## Опис

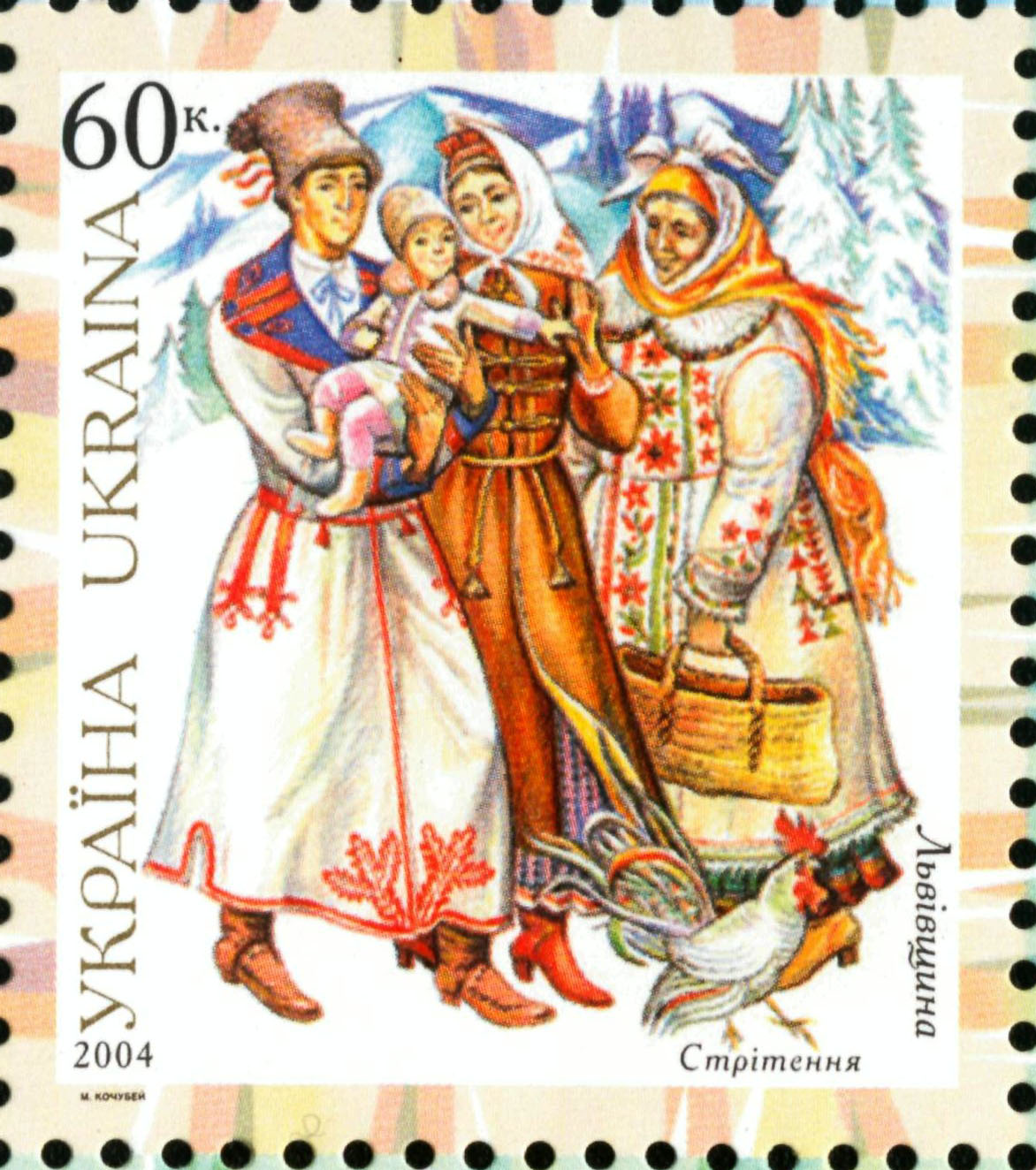
Молодиця у бавниці в центрі поштової марки із серії «Народний одяг України»

Неорнаментовану середину бавниці загортають у складки під вишиті смуги і зшивають або зв'язують стрічками. Це створює твердий каркас, на зразок кибалки чи м'якого очіпка, на який пов'язують хустку.
К. І. Матейко вважає, що бавниці походять від наміток, тоді як Г. Г. Стельмащук вважає їх генетично спорідненими з дівочими вінкоподібними начільними уборами.
Бавниця затрималась у вжитку до 1930-х років — довше, ніж кибалка і очіпок на цій території.
Бавниця говорила про соціальний стан жінки. Заможні пані вбиралися у багато декоровану бавницю разом з дорогою хусткою, молодиці надавали перевагу червоній, тоді як вдови — синій. Бавниці старших жінок мали смужку невишитого полотна.

## Бавничкова вишивка
Для вишивання бавниць використовувався набір технік, який отримав назву «бавничкова вишивка». Це сукупність технік, серед яких гладь, хрестик, півхрестик, кіска, стебнівка.
Узор кожної бавниці складається з дрібненьких моноколірних смужок, виконаних переліченими техніками, посередині між якими — смуга з маленьких геометричних фігур різних кольорів. Основний колір — червоний. Додаються також чорний, синій, зелений, білий, жовтий.
Горизонтальні смужки мали свої назви: «кушнірки» складались із скісних стібків, що перетинались по краю, «кіски» — із скісних, переплетених по центру, «зубці» були прямою лінією із зубчиками, «прутики» — роздільними простими смугами жовтого, зеленого, синього кольорів.
Бавниці завжди викінчуються вовняними тороками висотою 1–1.5 см червоного кольору.